# Schronisko PTT „Zochna” na Runku
Schronisko PTT „Zochna” na Runku – nieistniejące schronisko turystyczne Polskiego Towarzystwa Tatrzańskiego, położone w Beskidzie Sądeckim, na Runku, w głównej grani Pasma Jaworzyny.

## Historia
Budynek schroniska powstał w 1914 na potrzeby nadleśnictwa muszyńskiego, które nadało mu nazwę „Zochna”. Przy poparciu kierownika nadleśnictwa inż. Witowskiego, Oddział Polskiego Towarzystwa Tatrzańskiego „Beskid” w Nowym Sączu pozyskał obiekt od Dyrekcji Lasów we Lwowie, na zasadzie bezpłatnego wynajmu, odnawianego co roku.
Po dokonaniu prac adaptacyjnych schronisko otwarto uroczyście 21 czerwca 1925. W 1932 obiekt został zmodernizowany. Jesienią 1934 budynek spalił się, według dokumentów PTT przez robotników budujących schronisko na Jaworzynie Krynickiej. Obiekt nie został odbudowany. 

## Oferta
Schronisko znajdowało się w niewielkim, drewnianym parterowym budynku z dwuspadowym dachem, pokrytym gontem. Wyposażone było w trzy łóżka i sienniki, zapewniające nocleg do siedmiu osób. Ponadto posiadał piec kuchennym, stół i ławki. W okresie letnim możliwe były dodatkowe noclegi na poddaszu. W 1929 obiekt dysponował czterema pryczami i czterema siennikami. Aby skorzystać ze schroniska należało pobrać klucze w biurze Koła PTT w Krynicy-Zdroju.